# Перемога (Київ)
Перемо́га — мікрорайон, селище у Святошинському районі міста Києва. Простягається між вулицею Василя Верховинця і залізницею Київ—Ковель. Розташоване між промзонами Борщагівки, Відрадного і Святошина.

## Історія
Селище забудоване в 1956—1959 роках приватними садибами і двоповерховими багатоквартирними будинками. Назване на честь перемоги СРСР у німецько-радянській війні. У 1968 році всі вулиці селища (2 поздовжні та 8 поперечних) набули нових радянських назв.
Селище межує з промзоною, що утворилася на схід від масиву Микільська Борщагівка. Основна вулиці — вулиця Василя Верховинця, всього в селищі 8 поперечних та 2 поздовжні вулиці. Забудова основної частини селища — малоповерхова, ближче до проспекту Леся Курбаса — декілька 3-5-поверхівок та одна багатоповерхівка.
На вулиці Князя Всеволода Ярославича розташовано молитовний дім Київської незалежної церкви Євангельських християн-баптистів.